# ان‌جی‌سی ۵۶۱۹
ان‌جی‌سی ۵۶۱۹ (انگلیسی: NGC 5619) یک کهکشان مارپیچی میانی در صورت فلکی سنبله است.  این کهکشان در ۱۰ آوریل ۱۸۲۸ توسط ستاره شناس بریتانیایی جان هرشل پیدا شد.